# Абомей

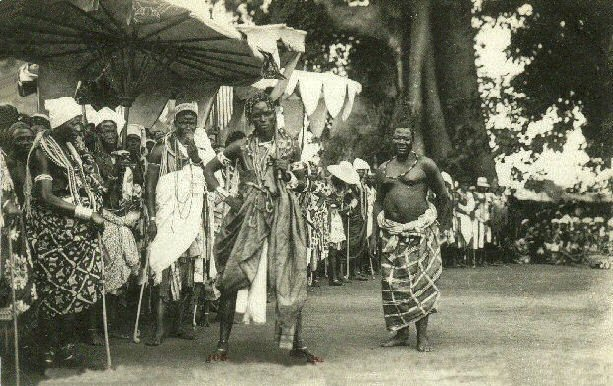
Танок слуг правителя Абомея

Абоме́й (Abomey) — місто на півдні Беніну. Адміністративний центр департаменту Зу.
Населення міста становить 87 344 (2008; 50,0 тис. в 1979, 65,7 тис. в 1992, 78,0 в 2002).
Залізнична станція на залізниці Котону-Параку. Вузол автошляхів. Аеропорт.
Торговий центр сільськогосподарського району (арахіс, ядра пальмових горіхів, пальмова олія, бавовник, тютюн). Ремісниче виробництво: ювелірне, гончарне, чеканка міді, різьба по дереву тощо. Заводи: пивоварний та по виробництву безалкогольних напоїв.
Місто засноване в середині XVII століття правителем Уегбаджі як столиця держави Дагомея. збереглись частини палацового комплексу (площею майже 40 га) з парадними залами, святилищами та гробницями. Стіни залів аудієнцій XVIII–XIX стст. прикрашені рельєфами із зображеннями історичних подій та тварин, які символізують могутність царської влади. В 1956-57 роках низка залів палацу відреставровані, у них розміщений музей. Центр міста забудований адміністративними будівлями, окраїни — глиняними хижами із солом'яними конічними дахами. Національний історичний музей.

## Галерея

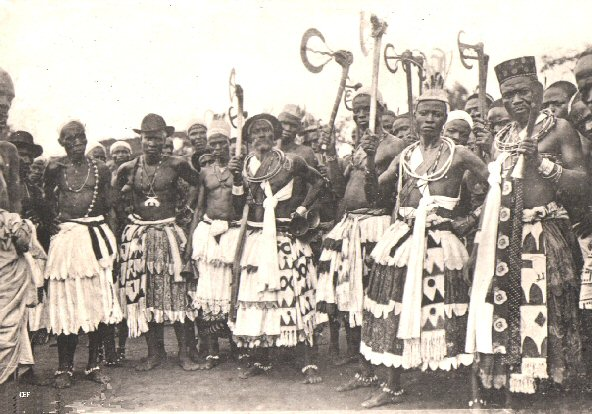
"Чаклуни"(1908)
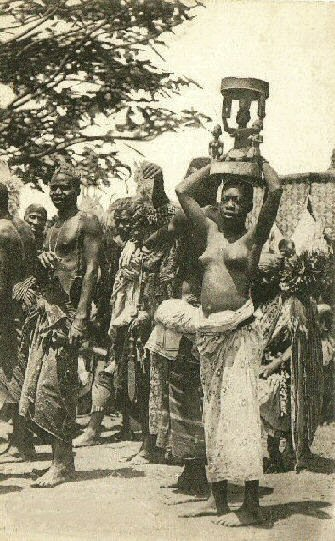
Молода дівчина з дерев'яною містичною статуєю (1908)
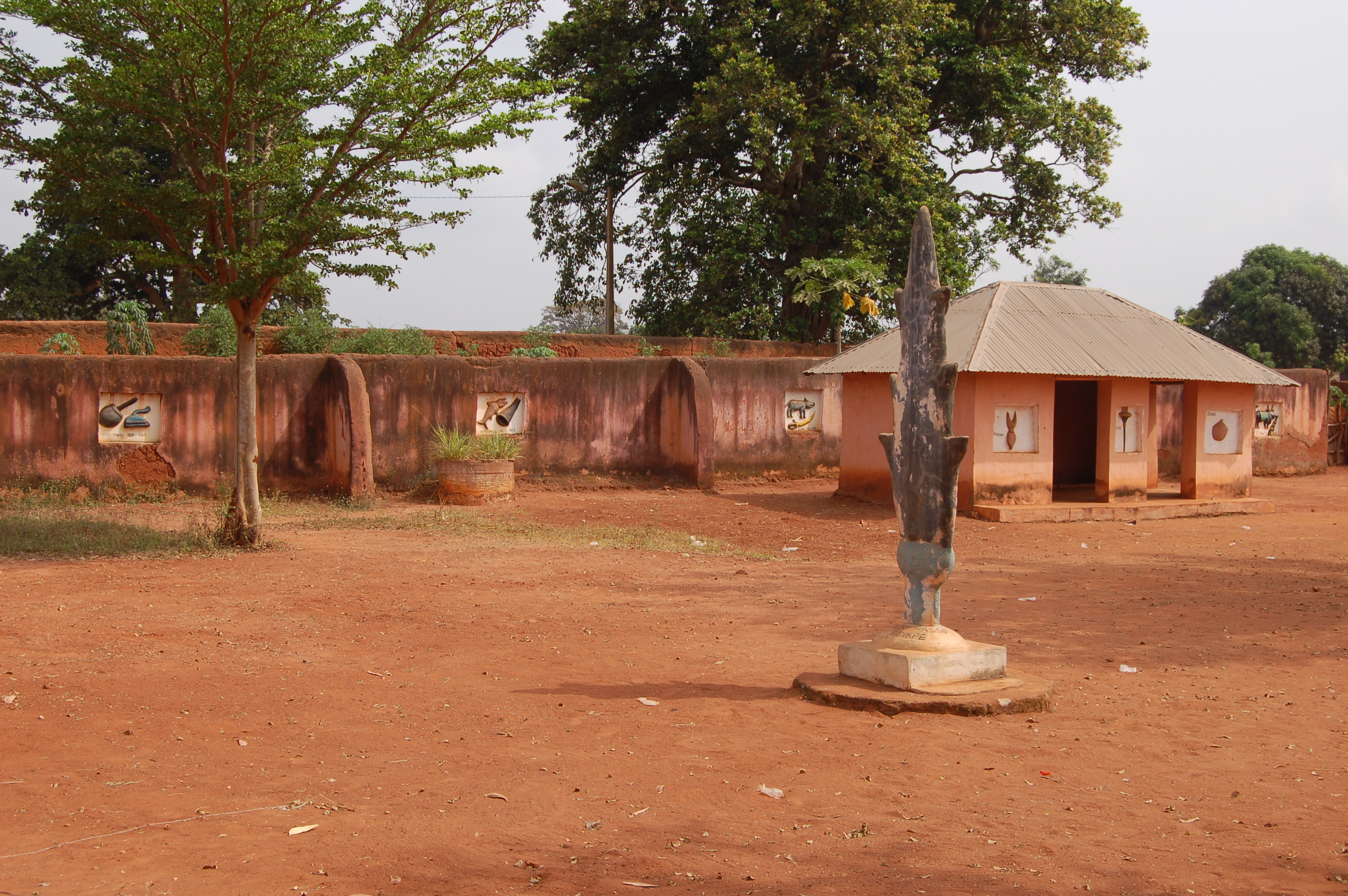
Абомей в 2006
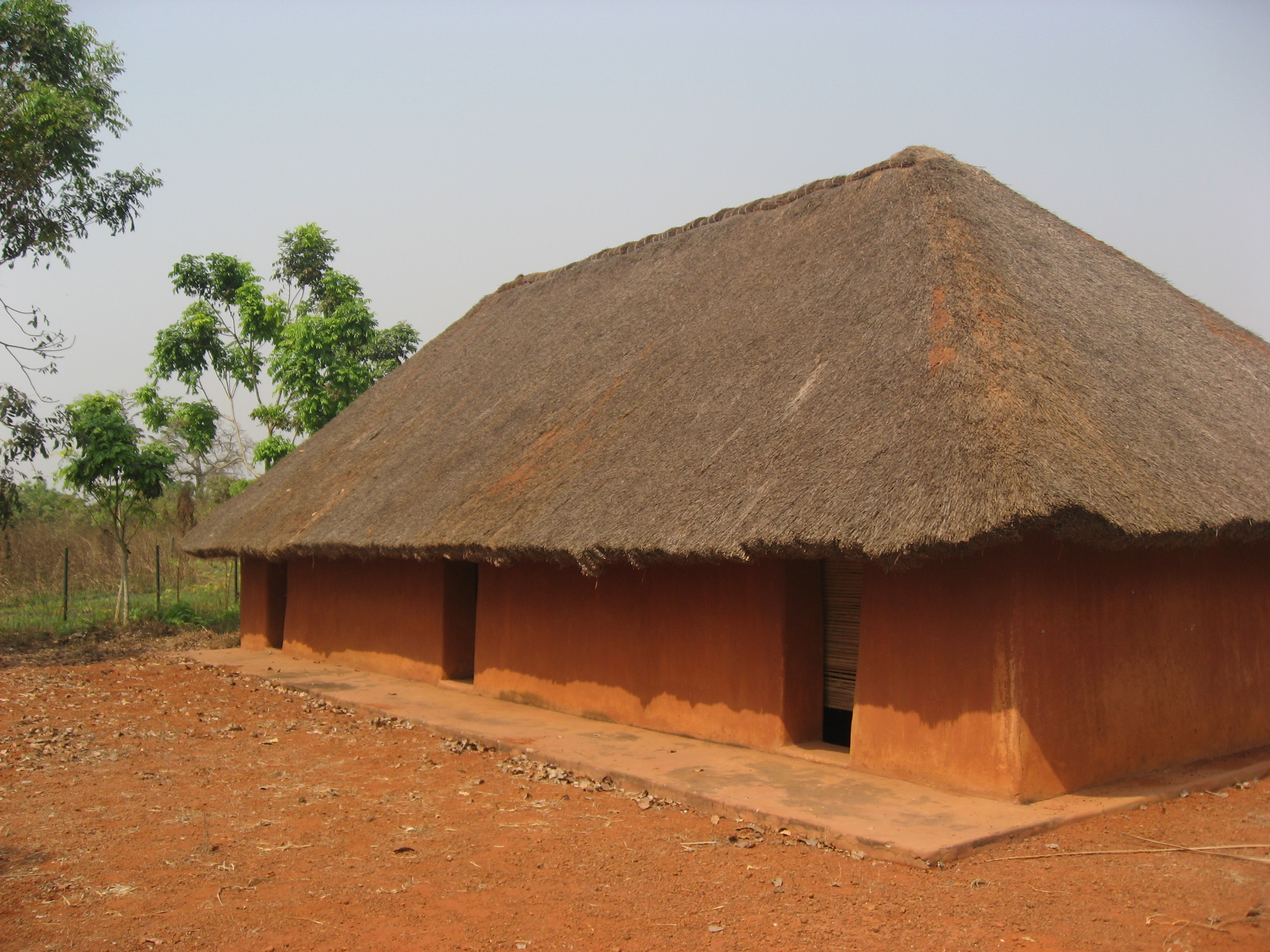
Один з королівських палаців.